# Региональные выборы в Венесуэле (1989)
Региональные выборы в Венесуэле 3 декабря 1989 года стали первыми в истории страны региональными выборами после децентрализации 1989 года. Впервые жители 20 штатов выбирали губернаторов и мэров. Явка составила 54,9 %.

## Результаты
Первые в истории Венесуэлы региональные и муниципальные выборы предсказуемо завершились победой традиционных партий, с конца 1960-х годов составлявших основу двухпартийной системы. Социал-демократов из Демократического действия, много лет доминировавших на политической сцене Венесуэлы, подтвердили свой статус важнейшей политической силы страны, завоевав более половины губернаторских и мэрских постов. На втором месте оказалась социал-христианская партия КОПЕЙ, много лет являвшаяся второй по силе партией страны. В то же время, левым, до этого боровшимся лишь за сохранение своего представительства в парламенте, удалось добиться важных побед в штатах Арагуа и Боливар, где губернаторами были избраны Карлос Табланте (Движение к социализму) и Андрес Веласкес («Радикальное дело»).

### Результаты партий по всем штатам
Ниже приведены суммарные результаты голосования за партии.
| Партия                               | Голоса    | %     | Губернаторы | Мэры |
| Демократическое действие             | 1 581 298 | 39,74 | 11          | 152  |
| КОПЕЙ                                | 1 271 314 | 31,95 | 7           | 101  |
| Движение к социализму                | 706 893   | 17,78 | 1           | 9    |
| «Радикальное дело»                   | 98 590    | 2,48  | 1           | 2    |
| Новое демократическое поколение      | 73 366    | 1,85  | —           | —    |
| Организация подлинного обновления    | 47 242    | 1,19  | —           | —    |
| Коммунистическая партия Венесуэлы    | 31 486    | 0,79  | —           | 1    |
| Народное избирательное движение      | 28 866    | 0,73  | —           | 3    |
| Социалистическая лига                | 14 741    | 0,37  | —           | —    |
| Демократический республиканский союз | 14 416    | 0,36  | —           | —    |
| Другие партии                        | 110 078   | 2,76  | —           | 1    |
| Всего                                | 3 969 290 | 100   | 20          | 269  |

### Выборы губернаторов
Ниже приведены победители губернаторских выборов и их результаты по штатам.
| Штат          | Кандидат                | Коалиция (партия) | %     |
| ------------- | ----------------------- | --- | ----- |
| Ансоатеги     | Овидио Гонсалес         | КОПЕЙ/Организация подлинного обновления/Народное избирательное движение/Движение к социализму/Коммунистическая партия Венесуэлы | 53,55 |
| Апуре         | Хорхе Грегорио Монтилья | Демократическое действие/Новое демократическое поколение/«Национальное мнение»                                                  | 56,55 |
| Арагуа        | Карлос Табланте         | Движение к социализму/Народное избирательное движение/Коммунистическая партия Венесуэлы                                         | 50,51 |
| Баринас       | Рафаэль Росалес Пенья   | КОПЕЙ/Демократический республиканский союз                                                                                      | 51,51 |
| Боливар       | Андрес Веласкес         | «Радикальное дело» | 40,30 |
| Гуарико       | Модесто Фрейтес         | Демократическое действие/Демократический республиканский союз                                                                   | 52,24 |
| Карабобо      | Энрике Салас Рёмер      | КОПЕЙ/Движение к социализму/Движение национальной целостности/Организация подлинного обновления                                 | 46,63 |
| Кохедес       | Хосе Херардо Лосада     | Демократическое действие/Демократический республиканский союз                                                                   | 47,56 |
| Лара          | Хосе Мариано Наварро    | Демократическое действие/Демократический республиканский союз                                                                   | 40,32 |
| Мерида        | Хесус Рондон Нусете     | КОПЕЙ/Движение национальной целостности/Народное избирательное движение                                                         | 48,00 |
| Миранда       | Арнальдо Ароча          | КОПЕЙ | 41,36 |
| Монагас       | Гильермо Калл           | Демократическое действие/Новое демократическое поколение/Демократический республиканский союз                                   | 58,05 |
| Нуэва-Эспарта | Морель Родригес         | Демократическое действие | 49,02 |
| Португеса     | Элиас Д'Онгия           | Демократическое действие/Демократический республиканский союз                                                                   | 38,40 |
| Сукре         | Эдуардо Моралес Хиль    | Демократическое действие | 55,27 |
| Сулия         | Освальдо Альварес Пас   | КОПЕЙ/Движение к социализму/Движение национальной целостности                                                                   | 38,44 |
| Тачира        | Хосе Франсиско Рон      | Демократическое действие/Демократический республиканский союз                                                                   | 45,31 |
| Трухильо      | Хосе Мендес Кихада      | Демократическое действие | 48,00 |
| Фалькон       | Альдо Серменьо          | КОПЕЙ/Движение к социализму/Народное избирательное движение                                                                     | 50,63 |
| Яракуй        | Нельсон Суарес Монтьель | КОПЕЙ/Движение к социализму | 42,83 |